# Shelui
Shelui ist ein Verwaltungsbezirk (englisch Ward) des Distrikts Iramba in der tansanischen Region Singida.

## Geografie
Shelui ist ein Bezirk im nördlichen Zentralteil von Tansania etwa 80 Kilometer Luftlinie nordwestlich der Regionshauptstadt Singida. Bei der Volkszählung 2022 lebten 22.021 Menschen in 4588 Haushalten auf einer Fläche von 140 Quadratkilometern.

### Klima
Das Klima in Shelui ist tropisch, Aw nach der effektiven Klimaklassifikation. Die Durchschnittstemperatur liegt bei 24,0 Grad Celsius, im Jahresdurchschnitt regnet es 842 Millimeter. Der Niederschlag fällt überwiegend in den Monaten November bis April, vor allem die Zeit von Juni bis September ist sehr trocken.

### Nachbarbezirke
Der Bezirk grenzt an fünf Bezirke im Distrikt.
|        | Ntwike                                      |             |
| Mgongo | Kompassrose, die auf Nachbargemeinden zeigt | Old-Kiomboi |
|        | Mtoa                                        | Ulemo       |

## Gliederung
Der Bezirk besteht aus fünf Gemeinden (swahili Mtaa) mit 23 Orten (Kitongoji):
| Nselembwe - Nselembwe - Pangani - Ishanga - Makiki - Kintende - Sawasawa - Tyuta - Nkyala | Wembere - Kinankumbi - Msinsi - Kidui - Busulwankoko | Kibigiri - Shuleni - Mbuyuni - Mkwajuni - Mkuyui | Tintigulu - Tinigulu - Kiselelo - Mulumba - Bati | Nkyala - Nkyala - Msansao - Kishomali |

## Infrastruktur
- Bildung: Die Shelui Secondary School ist eine staatliche weiterführende Tagesschule, die Jugendliche bis zur 4. Stufe ausbildet.[9]
- Gesundheit: In der Gemeinde Nselembwe befindet sich ein staatliches Gesundheitszentrum.[10] In Wembere liegen eine private[11] und eine staatliche Apotheke,[12] in Kibigiri eine zweite staatliche Apotheke.[13]
- Verkehr: Die wichtigste Verkehrsverbindung ist die asphaltierte Nationalstraße T3, die von Singida nach Tabora verläuft.[14]